# Grande Prêmio da Áustria de 1981
Resultados do Grande Prêmio da Áustria de Fórmula 1 realizado em Österreichring à 16 de agosto de 1981. Foi a décima primeira etapa da temporada e teve como vencedor o francês Jacques Laffite.

## Resumo
A equipe Fittipaldi não participou da prova por falta de motores.
Carlos Reutemann cruzou a linha de chegada já sem gasolina.

## Classificação da prova
| Pos. | Nº | Piloto             | Construtor    | Voltas | Tempo/Diferença  | Grid | Pontos |
| ---- | -- | ------------------ | ------------- | ------ | ---------------- | ---- | ------ |
| 1    | 26 | Jacques Laffite    | Ligier-Matra  | 53     | 1:27:36.47       | 4    | 9      |
| 2    | 16 | René Arnoux        | Renault       | 53     | + 5.17           | 1    | 6      |
| 3    | 5  | Nelson Piquet      | Brabham-Ford  | 53     | + 7.34           | 7    | 4      |
| 4    | 1  | Alan Jones         | Williams-Ford | 53     | + 12.04          | 6    | 3      |
| 5    | 2  | Carlos Reutemann   | Williams-Ford | 53     | + 31.85          | 5    | 2      |
| 6    | 7  | John Watson        | McLaren-Ford  | 53     | + 1:31.14        | 12   | 1      |
| 7    | 11 | Elio de Angelis    | Lotus-Ford    | 52     | + 1 volta        | 9    |        |
| 8    | 8  | Andrea de Cesaris  | McLaren-Ford  | 52     | + 1 volta        | 18   |        |
| 9    | 28 | Didier Pironi      | Ferrari       | 52     | + 1 volta        | 8    |        |
| 10   | 32 | Jean-Pierre Jarier | Osella-Ford   | 51     | + 2 voltas       | 14   |        |
| 11   | 17 | Derek Daly         | March-Ford    | 47     | + 6 voltas       | 19   |        |
| Ret  | 22 | Mario Andretti     | Alfa Romeo    | 46     | Motor            | 13   |        |
| Ret  | 9  | Slim Borgudd       | ATS-Ford      | 44     | Freios           | 21   |        |
| Ret  | 29 | Riccardo Patrese   | Arrows-Ford   | 43     | Motor            | 10   |        |
| Ret  | 14 | Eliseo Salazar     | Ensign-Ford   | 43     | Pressão do óleo  | 20   |        |
| Ret  | 4  | Michele Alboreto   | Tyrrell-Ford  | 40     | Câmbio           | 22   |        |
| Ret  | 23 | Bruno Giacomelli   | Alfa Romeo    | 35     | Incêndio         | 16   |        |
| Ret  | 6  | Hector Rebaque     | Brabham-Ford  | 32     | Embreagem        | 15   |        |
| Ret  | 30 | Siegfried Stohr    | Arrows-Ford   | 27     | Superaquecimento | 24   |        |
| Ret  | 15 | Alain Prost        | Renault       | 26     | Suspensão        | 2    |        |
| Ret  | 25 | Patrick Tambay     | Ligier-Matra  | 26     | Motor            | 17   |        |
| Ret  | 12 | Nigel Mansell      | Lotus-Ford    | 23     | Motor            | 11   |        |
| Ret  | 27 | Gilles Villeneuve  | Ferrari       | 11     | Acidente         | 3    |        |
| Ret  | 33 | Marc Surer         | Theodore-Ford | 0      | Distribuidor     | 23   |        |
| DNQ  | 3  | Eddie Cheever      | Tyrrell-Ford  |        |                  |      |        |
| DNQ  | 36 | Derek Warwick      | Toleman-Hart  |        |                  |      |        |
| DNQ  | 35 | Brian Henton       | Toleman-Hart  |        |                  |      |        |
| DNQ  | 31 | Beppe Gabbiani     | Osella-Ford   |        |                  |      |        |

## Tabela do campeonato após a corrida
| Pos. | Piloto            | Pontos |
| ---- | ----------------- | ------ |
| 1    | Carlos Reutemann  | 45     |
| 2    | Nelson Piquet     | 39     |
| 3    | Jacques Laffite   | 34     |
| 4    | Alan Jones        | 27     |
| 5    | Gilles Villeneuve | 21     |

| Pos. | Equipe        | Pontos |
| ---- | ------------- | ------ |
| 1    | Williams-Ford | 72     |
| 2    | Brabham-Ford  | 47     |
| 3    | Ligier-Matra  | 34     |
| 4    | Renault       | 30     |
| 5    | Ferrari       | 28     |

- Nota: Somente as primeiras cinco posições estão listadas. Entre 1981 e 1990 cada piloto podia computar onze resultados válidos por temporada não havendo descartes no mundial de construtores.